# Партия экономической свободы
«Партия экономической свободы» (ПЭС) — политическая партия в России, которая действовала с 1992 по 2003 год. На выборах Госдумы в 1995 году также был создан одноимённый избирательный блок. Идеологические ценности — свобода предпринимательства, частная собственность. Партию возглавлял Константин Боровой.

## История партии
Партия была создана в мае 1992 года на базе ряда структур «новой экономики», прежде всего Российской товарно-сырьевой биржи (РТСБ), контролировавшей до 12 % российской экономики. 25 июня того же года Министерством юстиции партия была зарегистрирована.
На выборах в Государственную думу РФ первого созыва в декабре 1993 года два члена ПЭС были избраны депутатами по одномандатным мажоритарным округам: И. Хакамада (Москва) и Леонид Некрасов (Свердловская область).
В начале 1994 года в ПЭС вступил депутат Госдумы Игорь Устинов.
28-29 марта 1995 года в Москве прошёл IV съезд ПЭС. Были проведены выборы руководства партии. Председателем (и председателем правления) ПЭС остался Константин Боровой, сопредседателями стали Юрий Лысенко (Мурманск), Л. Некрасов (Екатеринбург), О. Тарасенко (Липецк) и А. Янковский (Новосибирск), генеральным секретарем — Л. Шпигель, председателем программной комиссии — Андрей Сороко. Ещё 38 человек было избрано членами Политсовета. Съезд принял «Экономическую программу» и «Военную программу».
В том же году 16 августа и 4 сентября в два этапа прошёл закрытый V съезд ПЭС, на котором была принята предвыборная платформа партии (под лозунгом «Свобода, демократия, рынок») и обсуждена стратегия на выборах в декабре 1995 года. Отношение к власти было определено как «условная оппозиционность».
В преддверии выборов в Государственную думу РФ второго созыва Центризбирком 12 сентября 1995 года заверил списки кандидатов от ПЭС в составе 76 человек (федеральный список) и 46 (список по одномандатным округам). Первую тройку составили К. Боровой, Л. Некрасов и бывший космонавт Владимир Ковалёнок. В список ПЭС вошла также лидер партии Демократический союз России (ДСР) Валерия Новодворская.
Федеральный список был зарегистрирован 31 октября 1995 в составе 55 кандидатов. Уже после регистрации из него выбыл В. Ковалёнок. В одномандатных округах получили регистрацию 15 кандидатов, выдвинутых от ПЭС.
Избирательная кампания ПЭС отличалась рядом оригинальных призывов, типа: «Выпейте 37-й, закусите 38-м, голосуйте за 39-й!» (N37 — номер Партии любителей пива, эмблема — кружка пива, 38 — Блок Ивана Рыбкина, эмблема — золотая рыбка, 39 — ПЭС); или «Я голосую за Грушу!» («Яблоко» — блок Явлинского, Анастасия Груша — кандидат от ПЭС в округе N193).
На выборах в Госдуму второго созыва 17 декабря 1995 года ПЭС не преодолела пятипроцентный барьер, получив 88 416 голосов, или 0,13 % (35-е место из 43 участников). В одномандатных мажоритарных округах было зарегистрировано 15 (16?) кандидатов от ПЭС, из них депутатом Государственной Думы был избран только Константин Боровой (Тушинский округ N200, Москва, 14,65 %). Депутатом стал также сопредседатель ПЭС А. Янковский (Заельцовский округ N126, Новосибирская область, 15,59 %) баллотировавшийся как независимый кандидат, выдвинутый группой избирателей.
В январе 1996 года инициативная группа избирателей, состоявшая из членов ПЭС, выдвинула кандидатуру Константина Борового на пост президента России. Центризбирком зарегистрировал инициативную группу (уполномоченные представители — Арсений Чанышев и А. Сороко-Цюпа). Подписи за выдвижение не были собраны (и фактически не собирались).
За два месяца до президентских выборов 8 апреля 1996 года состоялось совместное заседание политсовета и Межрегионального совета ПЭС, на котором была рассмотрена позиция партии на предстоящих президентских выборах. Было поддержано решение Политсовета о поддержке на предстоящих выборах кандидатуры Григория Явлинского, лидера партии «Яблоко». Во втором туре, в который вышли Борис Ельцин и Геннадий Зюганов, ПЭС призвала голосовать за Ельцина.
С 1997 года одним из сопредседателей партии являлся А. Янковский
В 1996—1998 годы Партия экономической свободы была малозаметна, хотя сам Боровой оставался одним из самых часто выступающих в прессе и с различных трибун политиком и одним из самых активных депутатов Государственной Думы. Правительство Евгения Примакова Боровой оценивал как коммунистическое и с самого начала выступал за его отставку.
В конце 1998-начале 1999 Константин Боровой принял участие в создании правоцентристской коалиции «Правое дело», параллельно по инициативе Борового был учрежден более узкий по составу «Антикоммунистический фронт» (ПЭС, ДСР, Московский антифашистский центр, Антифашистское молодёжное действие).
28 мая 1999 года в штаб-квартире ПЭС состоялся съезд, ратифицировавший вступление партии в коалицию «Правое дело». Был утвержден и направлен на согласование в коалицию список кандидатов от ПЭС (первая тройка — К. Боровой, Л. Шпигель, В. Новодворская).
24 августа 1999 года Сергей Кириенко, Борис Немцов и Ирина Хакамада объявили об учреждении блока «Союз правых сил», в который вошли коалиция «Правое дело» (большая часть), движение «Новая сила» Сергея Кириенко и часть движения «Голос России» Константина Титова.
После объединения в Союз правых сил 13 сентября 1999 был проведен съезд ПЭС, на котором было решено, что кандидаты в депутаты Госдумы от ПЭС будут участвовать в выборах по согласованию с СПС — по его спискам и по одномандатным округам, а сама ПЭС откажется от официального участия в избирательной кампании («самостоятельно или в составе какого-либо блока»).
Срок регистрации Партии экономической свободы истёк.
В январе 2003 года Министерство юстиции отказало партии в регистрации по несоответствию устава и ненадлежащему оформлению документов. Отказ в суде обжалован не был. Однако 8 февраля партия всё же была зарегистрирована.
В августе того же года партия была на грани отмены регистрации и должна была подтвердить сведения о наличии региональных отделений. В итоге партия была лишена регистрации 17 декабря 2003, так как не было создано как минимум 45 региональных отделений. К декабрьским выборам в Госдуму 4 созыва партия допущена не была.